# Acantharctia suffusa
Acantharctia suffusa là một loài bướm đêm thuộc phân họ Arctiinae, họ Erebidae.